# Nicolaes Moeyaert
Nicolaes Moeyaert /névváltozatok: Claes Cornelisz; (Durgerdam, 1592. — Amszterdam, 1655.) holland katolikus festő, mitológiai, bibliai témákat és életképeket festett a holland aranykorban.

## Életpályája
Gazdag sajtkereskedő családjában született, még gyermekkorában Amszterdamba költöztek. Valószínű, hogy Pieter Lastman tanította festeni Amszterdamban. Ifjú korában Itáliába utazott tapasztalatokat gyűjteni, ott főleg Adam Elsheimer német barokk festő művészetét tanulmányozta. E festő nyomán bontakozott ki Moeyaert művészete. Nagyon sokan igyekeztek a német festő római műhelyébe tanulni, közvetlenül vagy közvetve még sok más holland festőre is hatott A. Elsheimer.
Hendrick van Uylenburgh (1587-1661) műkereskedő révén került kapcsolatba Rembrandttal, aki Van Uylenburgh unokahúgát, Saskiát vette nőül. Bibliai, mitológiai témájú képein előszeretettel használta a vörös színt, amelyet Rembrandt is alkalmazott. Moeyaert mind a figurális ábrázolásban, mind a kompozíció-teremtésben kiváló volt, jelenetei mögé gyakran tájképeket is varázsolt. Nicolaes Berchem, Salomon Koninck, Jacob van der Does és Jan Baptist Weenix voltak a tanítványai.
Jan Vos (1587-1661) költővel együtt nagy szerepet játszott az amszterdami állandó színház (Schouwburg van Van Campen) létesítésében, szervezésében.

## Családja
1617-ben megnősült, felesége Grietje Claes. Házasságukból három gyermek született, két fogyatékkal élő gyermeküket otthonukban gondozták.

## Galéria

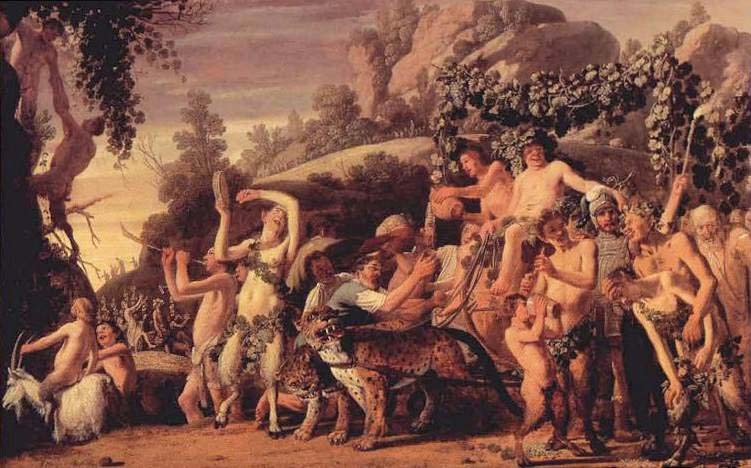
Dyonisos diadala (1624)
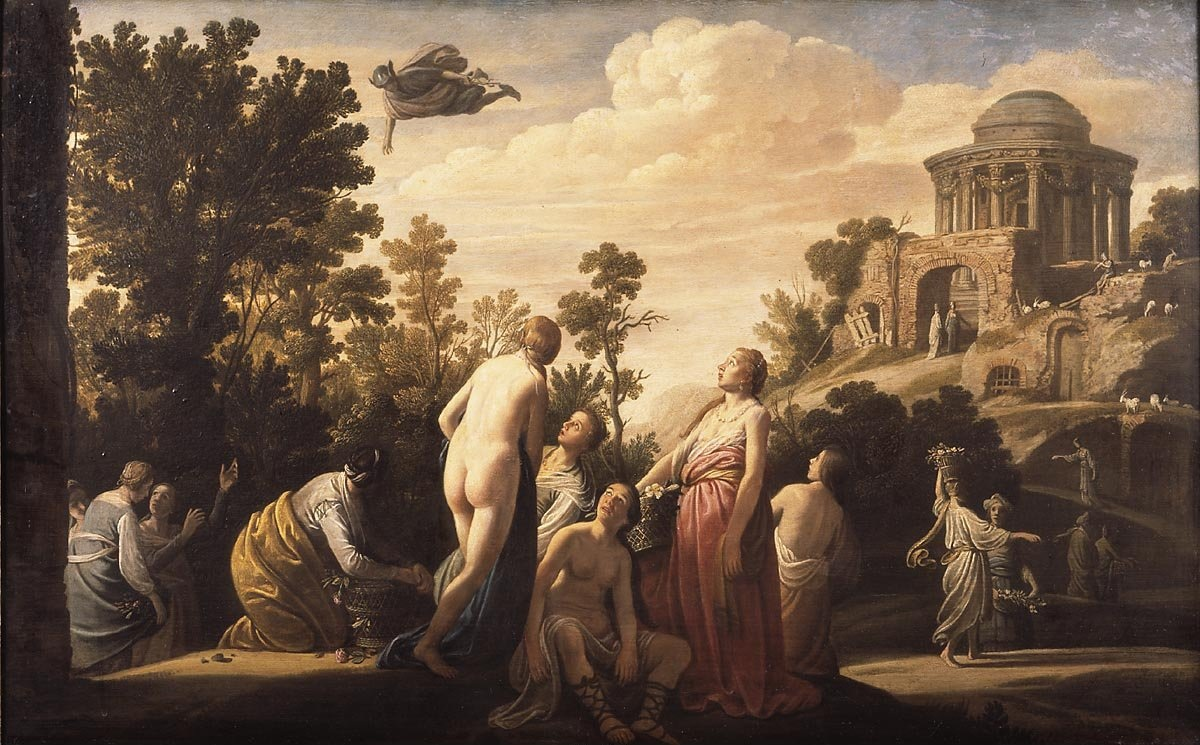
Mercurius és Herse (1624)
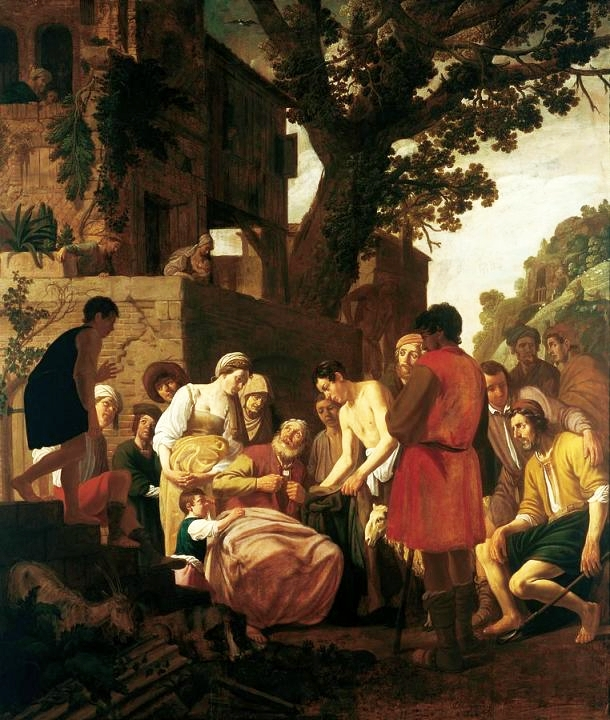
József véres kabátot hozott Jákobnak (1624)
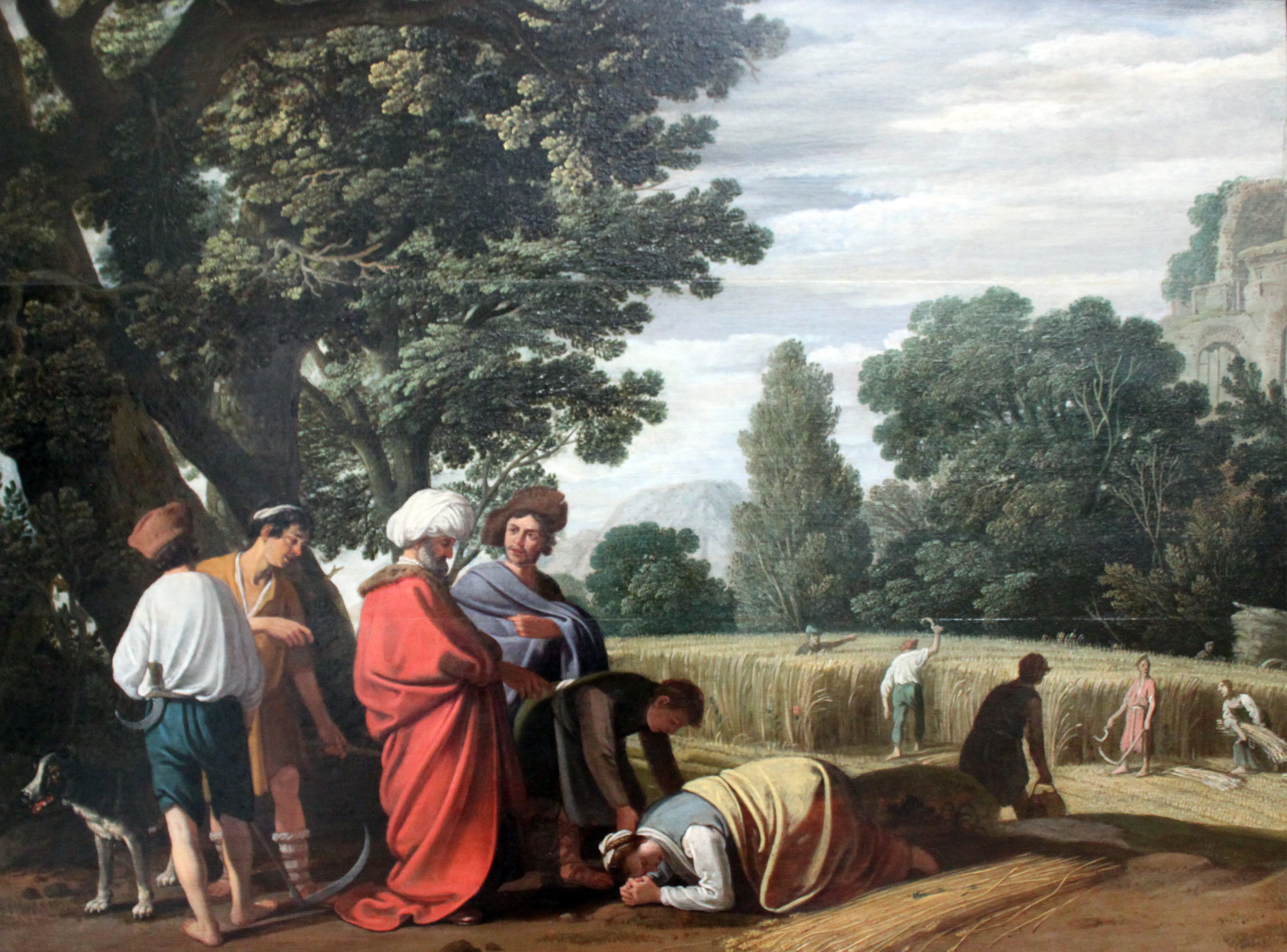
Rut és Boas (1628)
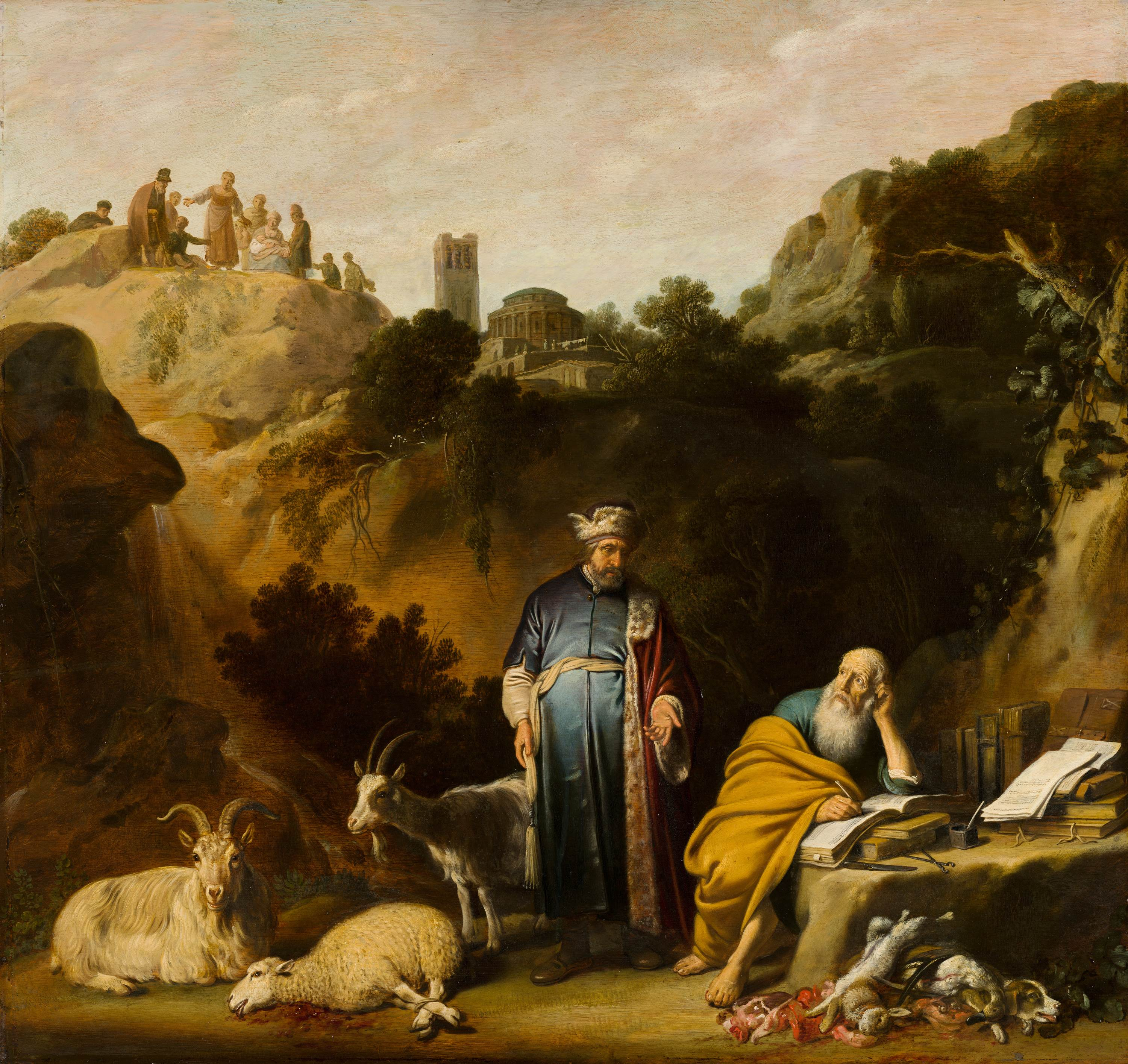
Hippokratész meglátogatja Démokritoszt (1636)